# 화상게시판

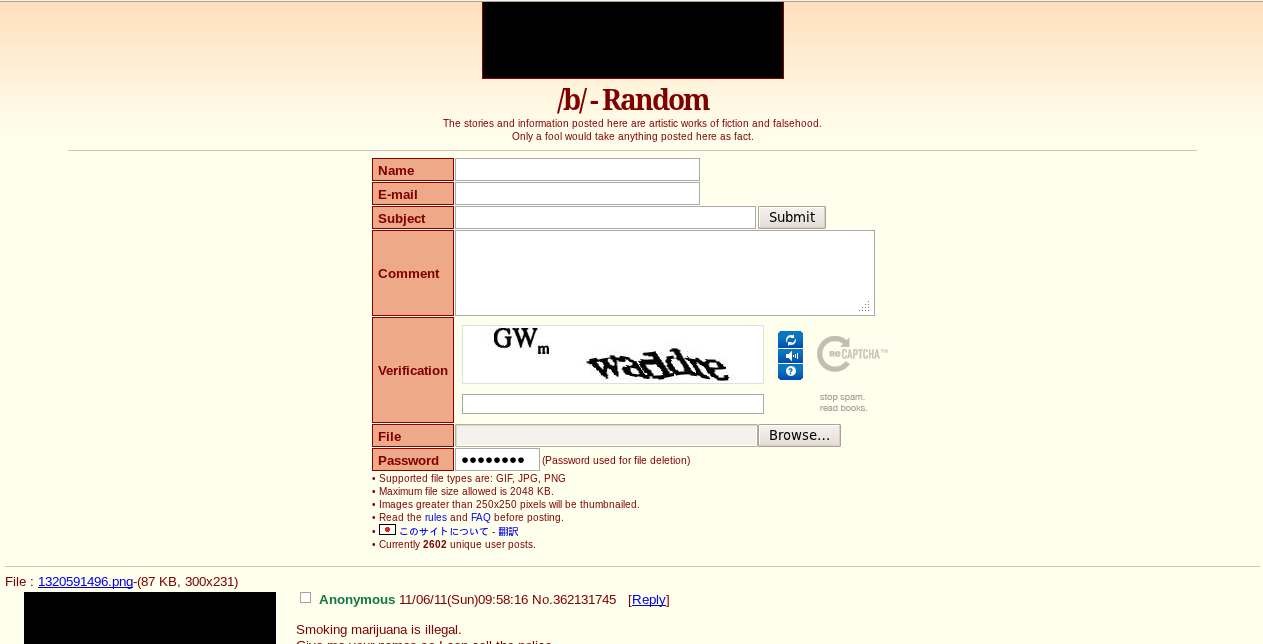
4chan.org 의 스크린샷.

화상게시판(imageboard 이미지보드[*])은 전자 게시판에 이미지 파일을 업로드할 수 있는 기능을 추가한 것을 말한다. 텍스트보드 개념에 기반을 둔다.

## 같이 보기
- 레딧